# سمفونی شماره ۴ (دورژاک)
سمفونی شماره چهار در ر مینور اپوس. ۱۳، یک ترکیب کلاسیک موسیقی نوشته شده توسط آنتونین دورژاک است.
این سمفونی در تاریخ ژانویه و مارس ۱۸۷۴ در پراگ توسط دورژاک ساخته شد.
اولین اجرا در ۲۵ مه ۱۸۷۴ در کنسرت انجمن خوانندگان آکادمی در پراگ برگزار شد و توسط بدریخ اسمتانا رهبری شد. 
دورژاک در پایان سال ۱۸۸۷ و اوایل سال ۱۸۸۸ سمفونی را اصلاح کرد. اولین نسخه (پس از مرگ) سمفونی در سال ۱۹۱۲ منتشر شد و احتمالاً این نسخه تفاوت قابل توجهی با نسخه اصلی که در سال ۱۸۷۴ ساخته شد دارد.
این اثر از چهار موومان ساخته شده:
‌
|Allegro (D minor), 446 measures 
|Andante sostenuto e molto cantabile (B♭ major), 142 measures 
|Scherzo (Allegro feroce); D minor, Trio in C major, 388 measures 
|Finale: Allegro con brio (D minor → D major), 691 measures 
}}